# Christoph Cellarius
Christoph Cellarius (1638-1707) va ser un historiador cèlebre perquè va ser qui va proposar la divisió tradicional dels períodes històrics en etapes anomenades Edat Antiga, Edat mitjana i Edat Moderna (posteriorment es va afegir l'Edat Contemporània). Aquesta divisió va substituir la separació anterior per imperis dominants i s'ha convertit en canònica malgrat les crítiques.
Cellarius va estudiar llengües, història, filosofia i matemàtiques i va ensenyar a la universitat després de passar per diverses escoles. Entre els seus contemporanis tenia fama per la seva erudició i va destacar en l'edició de textos llatins.